# Velora sordida
Velora sordida là một loài bọ cánh cứng trong họ Cerambycidae.